# أوشانك بيج 5
أوشانك بيج 5 عبارة عن أحد المشروعات التابعة لـتحالف استعادة المحيط يهدف إلى تحفيز أكبر خمسة رياضيين مستخدمين للمحيط لقضاء يوم في تنظيف البيئة المُستخدمة في ممارسة أنشطتهم.recreate.

## أكبر خمسة مستخدمين
تتمثل فئات أكبر خمسة مستخدمين رياضيين لبيئة المحيط والذين يعتبرهم البعض «سفراء» للعالم المائي في:
- راكبي الأمواج
- البحارة
- السباحين
- الغواصين
- محترفي رياضة التجديفs[1][2]

## الهدف من المشروع
إشراك مجموعات الرياضات المحيطية في يوم المحيطات ورفع درجة الوعي حول أهمية تحقيق النظافة والصحة بالمحيطات. وقد يُعتبر كل من راكبي الأمواج، والبحارة، والسباحين، والغواصين، ولاعبي الكانو-كياك سفراء لهذه المجموعات فيما يخص صحة المحيطات والمشاكل المتعلقة بها مثل مشكلة التلوث.

## كيف تعمل
يتم تحفيز الفرق الرياضية ونوادي الترفيه أو مجرد مجموعات من الأصدقاء الذي يرغبون في أن يصبحوا جزءًا من مشروع «أوشانك بيج 5» لتنظيم يوم تنظيف «في الماء، أو فوقه، أو تحته» في أسبوع يوم المحيطات، هذا ويوفر تحالف استعادة المحيط بتاريخ 8 حزيران/يونيو إرشادات جماعية لمجموعات التنظيف هنا وستقوم بجمع معلومات خاصة بجهود تجميع النفايات. وينبغي على هذه المجموعات تجميع النفايات غير العضوية، وإعادة تدويرها، والتخلص منها بشكل سليم، وتوثيق كميات من النفايات التي يتم تجميعها في تقرير يُقدم إلى تحالف استعادة المحيط.

## وصلات خارجية
- Ocean Recovery Alliance
- Oceanic Big Five